# Галактика і земля у ній
«Галактика і земля у ній» (англ. The Galaxy, and the Ground Within) — науково-фантастичний роман американської письменниці Бекі Чемберз, вперше опублікований видавництвом HarperCollins. Продовження романів «Довгий шлях до маленької злої планети», «Закрита і звичайна орбіта» та «Запис декількох народжених у космосі».

## Сюжет
Події роману розгортається на заправній та ліцензійній станції Зупинка-П'ять-Єдина надія, розташованій на планеті Гора, на якій не було жодного життя до того, як її заселили різні інопланетні раси, які влаштували там свій магазин. Гора була заселена лише через близькість до транзитного вузла, де сходяться декілька тунелів. Через технічний збій майже всі супутники на орбіті Гори виходять з ладу, і весь рух припиняється на декілька днів. П’ятеро головних героїв опиняються разом на Зупинці-П'ять-Єдина надія на декілька днів і в кінцевому підсумку стикаються зі своїми подібностями, відмінностями, упередженнями та особистими проблемами.

## Головні герої
- Пей, Елуон, перевозить вантажі та збирається зустріти свого таємного коханця Ешбі, капітана-людини «Мандрівника» з роману «Довгий шлях до маленької злої планети».
- Спікер, Акарак, торговець, який допомагає іншим представникам свого виду, який має важку історію.
- Ровег, Квелін, художник у вигнанні, який збирається побачити своїх дітей уперше за багато років.
- Оулу, Лару, власник Зупинки-П'ять-Єдина надія, місця, де розгортаються майже всі події роману.
- Тупо, Лару, дитиною Оулу, яка допомагає в управлінні Зупинкою-П'ять-Єдина надія.
- Трекер, Акарак, сестрою-близнючка Спікера, яка залишається на їхньому кораблі на орбіті під час подій роману.

## Відгуки
Ванесса Армстронг із Tor.com зазначила, що «хоча Чемберс, ймовірно, розпочала цю книгу ще до подій 2020 року, читання після пандемії (добре, майже після, сподіваюся) не може не резонувати з нашою власною несподіваною паузою, як незапланована і небажана зупинка в тому місці, куди ми думаємо, може змінити все безповоротно».
Publishers Weekly зазначив: «Є деякі моменти справжнього занепокоєння, щоб продовжити гортати сторінки, але основними моментами є м’ясні дебати між персонажами та чудове дослідження Чемберс культурних відмінностей».
Роман номінований на премію «Г'юго» за найкращий роман 2022 року.